# Kevin Akpoguma
Kevin Akpoguma (ur. 28 sierpnia 1995 w Neustadt an der Weinstraße) – niemiecki piłkarz pochodzenia nigeryjskiego grający na pozycji obrońcy. Od 2013 roku zawodnik TSG 1899 Hoffenheim.

## Życiorys
Jest wychowankiem Karlsruher SC. W czasach juniorskich trenował także w Rot-Weiß Speyer, Schwarz-Weiß Speyer, FC Bavaria Wörth i FC Neureut 08. W latach 2012–2013 grał w pierwszym zespole Karlsruher.
1 lipca 2013 odszedł za 1 milion euro do TSG 1899 Hoffenheim. Początkowo występował w jego rezerwach. Od 1 lipca 2015 do 30 czerwca 2017 przebywał na wypożyczeniu w drugoligowej Fortunie Düsseldorf. W 2. Bundeslidze zagrał po raz pierwszy 26 lipca 2015 w zremisowanym 1:1 meczu z 1. FC Union Berlin. Po powrocie do Hoffenheim zadebiutował w Bundeslidze. Miało to miejsce 22 października 2017 w zremisowanym 1:1 spotkaniu z VfL Wolfsburg. Do gry wszedł w 46. minucie, zastępując Stefana Poscha.